# Ben Scholte
Ben Scholte (Ter Apel, 10 agosto 2001) è un calciatore olandese, centrocampista del Dordrecht.

## Carriera
Cresciuto nel settore giovanile dell'Emmen, debutta in prima squadra il 22 dicembre 2020, in occasione dell'incontro di Eredivisie perso per 2-3 contro l'Utrecht.

## Statistiche

### Presenze e reti nei club
Statistiche aggiornate al 28 gennaio 2023.
| Stagione        | Squadra         | Campionato      | Campionato | Campionato | Coppe nazionali | Coppe nazionali | Coppe nazionali | Coppe continentali | Coppe continentali | Coppe continentali | Altre coppe | Altre coppe | Altre coppe | Totale | Totale |
| Stagione        | Squadra         | Comp            | Pres       | Reti       | Comp            | Pres            | Reti            | Comp               | Pres               | Reti               | Comp        | Pres        | Reti        | Pres   | Reti   |
| --------------- | --------------- | --------------- | ---------- | ---------- | --------------- | --------------- | --------------- | ------------------ | ------------------ | ------------------ | ----------- | ----------- | ----------- | ------ | ------ |
| 2020-2021       | Emmen           | ED              | 1          | 0          | CO              | 0               | 0               |                    | -                  | -                  |             | -           | -           | 1      | 0      |
| 2021-2022       | Emmen           | 1D              | 19         | 1          | CO              | 1               | 0               |                    | -                  | -                  |             | -           | -           | 20     | 1      |
| 2022-2023       | Emmen           | ED              | 4          | 0          | CO              | 1               | 0               |                    | -                  | -                  |             | -           | -           | 5      | 0      |
| Totale Emmen    | Totale Emmen    | Totale Emmen    | 24         | 1          |                 | 2               | 0               |                    | -                  | -                  |             | -           | -           | 26     | 1      |
| Totale carriera | Totale carriera | Totale carriera | 24         | 1          |                 | 2               | 0               |                    | -                  | -                  |             | -           | -           | 26     | 1      |

## Palmarès

### Club

#### Competizioni nazionali
- Eerste Divisie: 1

Emmen: 2021-2022